# Friedrich Schuler von Libloy
Friedrich Schuler von Libloy (n. 13 ianuarie 1827, Sibiu, Imperiul Austriac – d. 8 noiembrie 1900, Viena, Austro-Ungaria) a fost un jurist sas, decan al Facultății de Drept și rector al Universității Franz Joseph din Cernăuți în anii universitari 1878/1879 și 1890/1891.